# المؤيد محمد بن القاسم
المؤيد محمد بن القاسم (ولد في 1582 - توفي في سبتمبر 1644) إمام الدولة الزيدية في اليمن من 1620 إلى 1644. ينتمي إلى عائلة القاسمي التي تنحدر من نسل النبي محمد. تمكن من طرد العثمانيين كليا من الأراضي اليمنية وإعادة الإمامة الزيدية في كامل اليمن عدى مدينة عدن، مؤكدا بذلك استقلال الدولة الزيدية.

## الإمامة
كان محمد بن الإمام المنصور القاسم الذي أعاد الإمامة الزيدية، قد بدأ عملية مرهقة في عودة استقلال اليمن عن المحتلين العثمانيين. عندما تسلم مقاليد الحكم من والده في عام 1620، كان الكثير من شمال اليمن في أيدي الزيديين، وكانت هناك هدنة غير مستقرة مع العثمانيين. في عام 1622 رفض سكان صعدة وما حولها في الشمال دفع الضرائب للإمام. أرسل المؤيد محمد شقيقه «سيف الإسلام الحسن» لإخماد التمرد.
وجد الحسن وسيلة لكسب ثقة السكان المحليين من خلال الإصلاحات، وعين حاكما نيابة عن الإمام. من خلال الإصلاحات زاد نفوذ أسرة القاسمي في الشمال. استجابت قبائل شمال اليمن بحماس لدعوته وسجلت انتصارات ضد العثمانيين. سقطت الكثير من أراضي جنوب اليمن تحت سيطرة قوات الإمام وحوصرت صنعاء. تفاقمت الصعوبات العثمانية من قبل هجمات الشاه عباس الكبير في الموقف التركي في العراق.

## طرد العثمانيين
في 1629 اقترح الإمام المؤيد محمد هدنة مع العثمانيين، حيث رأى أن هناك حاجة لإراحة قواته. وافق الحاكم حيدر باشا، وفي 9 مارس 1629 سلم مفاتيح مدينة صنعاء إلى علي ابن الإمام، انسحب العثمانيون إلى الساحل تحت حماية الإمام وعين «يحيى» الابن الآخر للإمام محافظا على صنعاء. آخر مدينة من المدن الكبرى تعز وقعت في نفس العام. في 1635 هاجم العثمانيون قوات الإمام ولكنهم هزموا. أخيرا اتفق الطرفان على تسليم مدن جنوب اليمن الرئيسية : زبيد، المخا، وجزيرة كمران. وهكذا انتهت الفترة الأولى من الحكم العثماني في اليمن.

## الحكم والشخصية
قضى المؤيد محمد معظم فترة حكمه في محاربة العثمانيين، وكذلك في توحيد قبائل اليمن. في هذا العمل كان يساعده إخوته وهم الحسن (توفي عام 1639)، الحسين (توفي عام 1640) وأحمد (توفي عام 1650). كذلك كان يؤلف الملاحظات وتم الاحتفاظ بثلاثة عشر نص مكتوب بخط يده، الكثير منها تدور حول آراء واجتهادات شرعية تستند على المذهب الزيدي. امتنع عن تنفيذ بعض قوانين الشريعة على المجتمع لأجل عدم زعزعة وحدة القبائل المتحالفة معه. عند وفاته خلفه أخيه المتوكل إسماعيل ولكن ليس من دون صراع مع المتنافسين.

## المؤلفات
- له كتاب «الاعتصام بحبل الله المتين وحرمة التفريق في الدين» [3]

## أقوال العلماء فيه
- قال الشوكاني في أثناء ترجمته في كتابه البدر الطالع : «وكان مشهوراً بالعدل، والمشي على منهج الشرع، والوقوف عند حدوده وحمل الناس عليه، مع لين الجانب والتواضع والإحسان إلى أهل العلم، والميل إلى الفقراء ووضع بيوت الأموال في مواضعها، ولم تجتمع الأقطار اليمنية بأسرها من دون معارض ولا منازع لأحد من الأئمة قبله، فصفت له اليمن من صعدة إلى عدن، واستقل بها جميعها بمناصرة أخويه وبذلهما العناية في ذلك بعد ملاحم عظيمة ومعارك شديدة، وتوفي في 27 رجب سنة 1054هـ وقبر في شهارة بالقرب من والده».[4]